# Kuusisaari (ö i Lappland, Tunturi-Lappi, lat 68,02, long 23,49)
Kuusisaari är en ö i Finland. Den ligger i Muonioälven och i kommunen Muonio i den ekonomiska regionen  Fjäll-Lappland  och landskapet Lappland, i den norra delen av landet, 900 km norr om huvudstaden Helsingfors. Öns area är 9,2 hektar och dess största längd är 0,5 kilometer i öst-västlig riktning.